# Saualpe

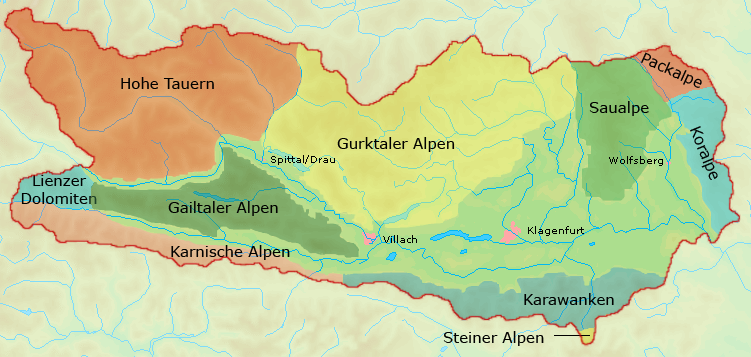
Das Gebiet der Saualpe mit umliegenden Gebirgszügen

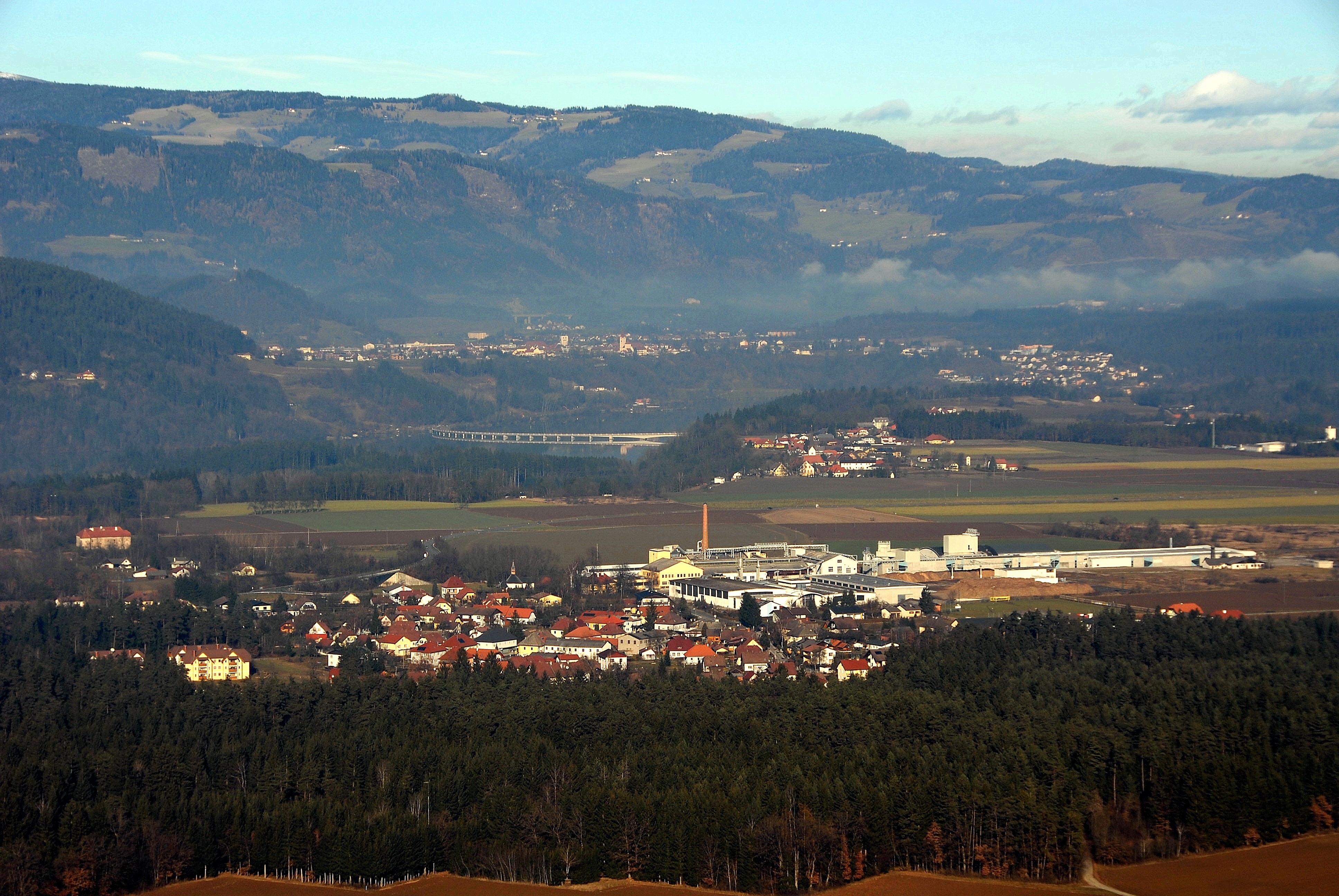
Wasserhofen, im Hintergrund die Brücke über den Völkermarkter Stausee, Völkermarkt und die Saualm, gesehen vom Georgiberg

Die Saualpe oder Saualm (slow.: Svinška planina) ist ein Mittelgebirgszug der Zentralalpen in den Lavanttaler Alpen in Kärnten westlich des Flusses Lavant.

## Topografie
Der sanfte Almenrücken erstreckt sich, in Nord-Süd-Richtung verlaufend, vom Klippitztörl bis zum Drautal. Der höchste Gipfel des aus Gneis und Glimmerschiefer bestehenden Gebirgsstocks ist der Ladinger Spitz (2079 m ü. A.).
Die Saualpe gehört zu den Lavanttaler Alpen oder Norischen Alpen und ist im Norden begrenzt vom Klippitztörl, im Osten vom Lavanttal, im Süden vom Drau- und Jauntal und im Westen vom Görtschitz- und unteren Gurktal. Die wichtigsten Gipfel sind (von Norden nach Süden):
- Hohenwart (1818 m), die markante Erhebung ist die nördlichste der Saualpe.
- Geierkogel (1917 m)
- Steinerne Hochzeit (2028 m)
- Forstalpe (2034 m)
- Hafeneck (2027 m)
- Kienberg (2050 m)
- Gertrusk (2044 m)
- Kaiserofen (2037 m)
- Ladinger Spitz (2079 m)
- Sandkogel (2011 m)
- Speikkogel (1901 m)
- Großer Sauofen (1895 m)
- Kleiner Sauofen (1830 m)

Bergstation Klippitztörl auf der Hohenwart
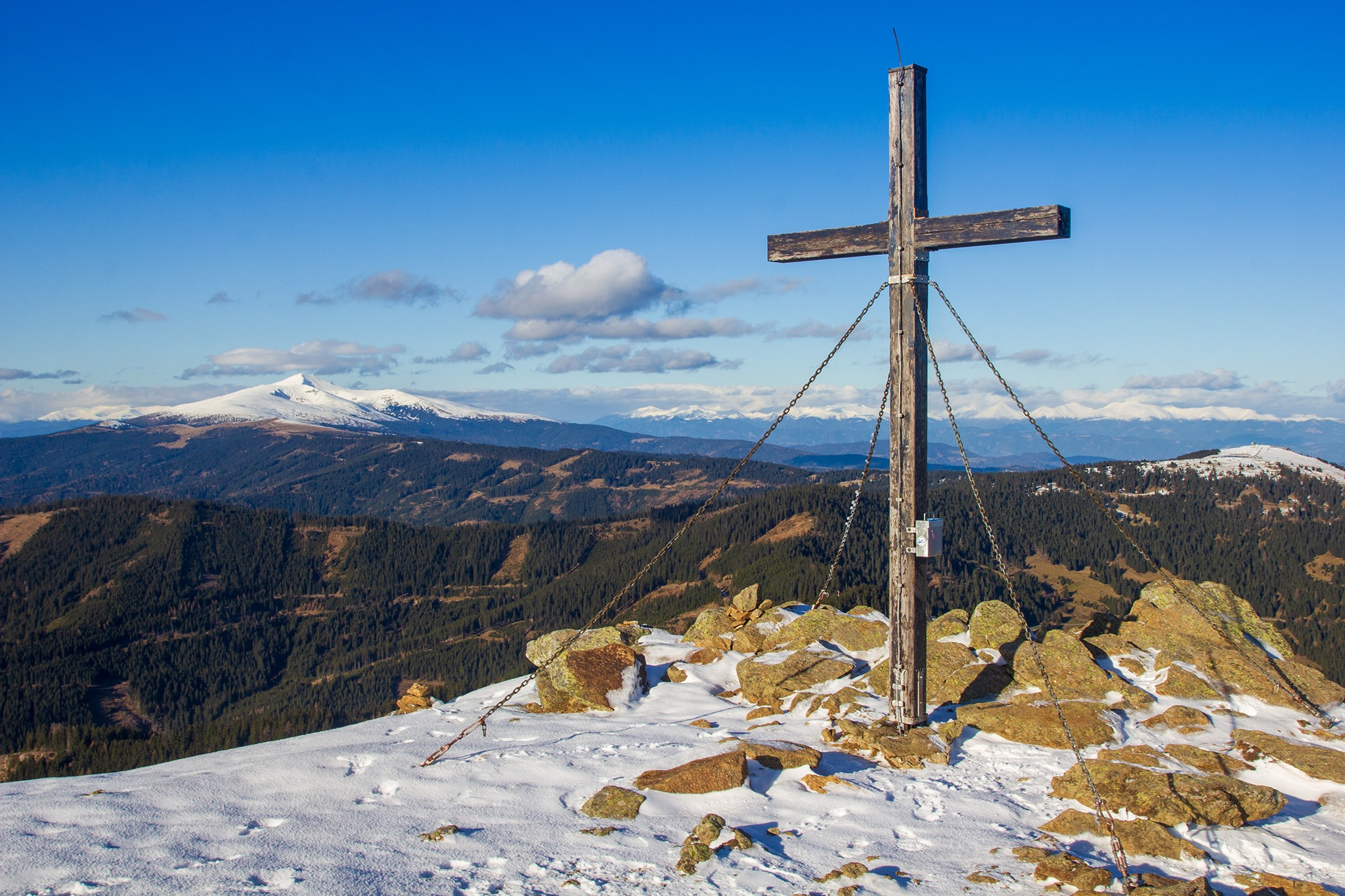
Gipfelkreuz des Geierkogel
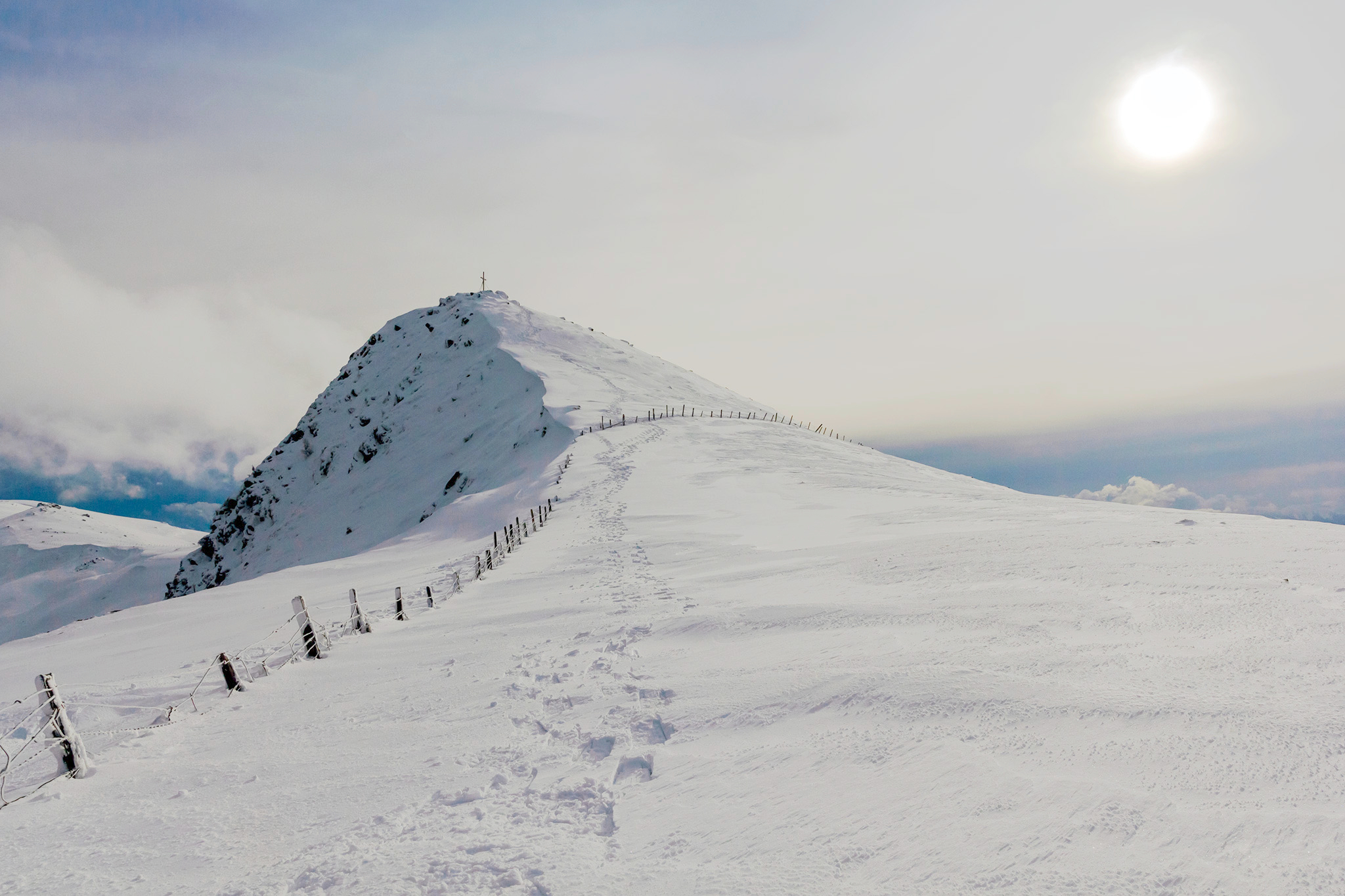
Gertrusk
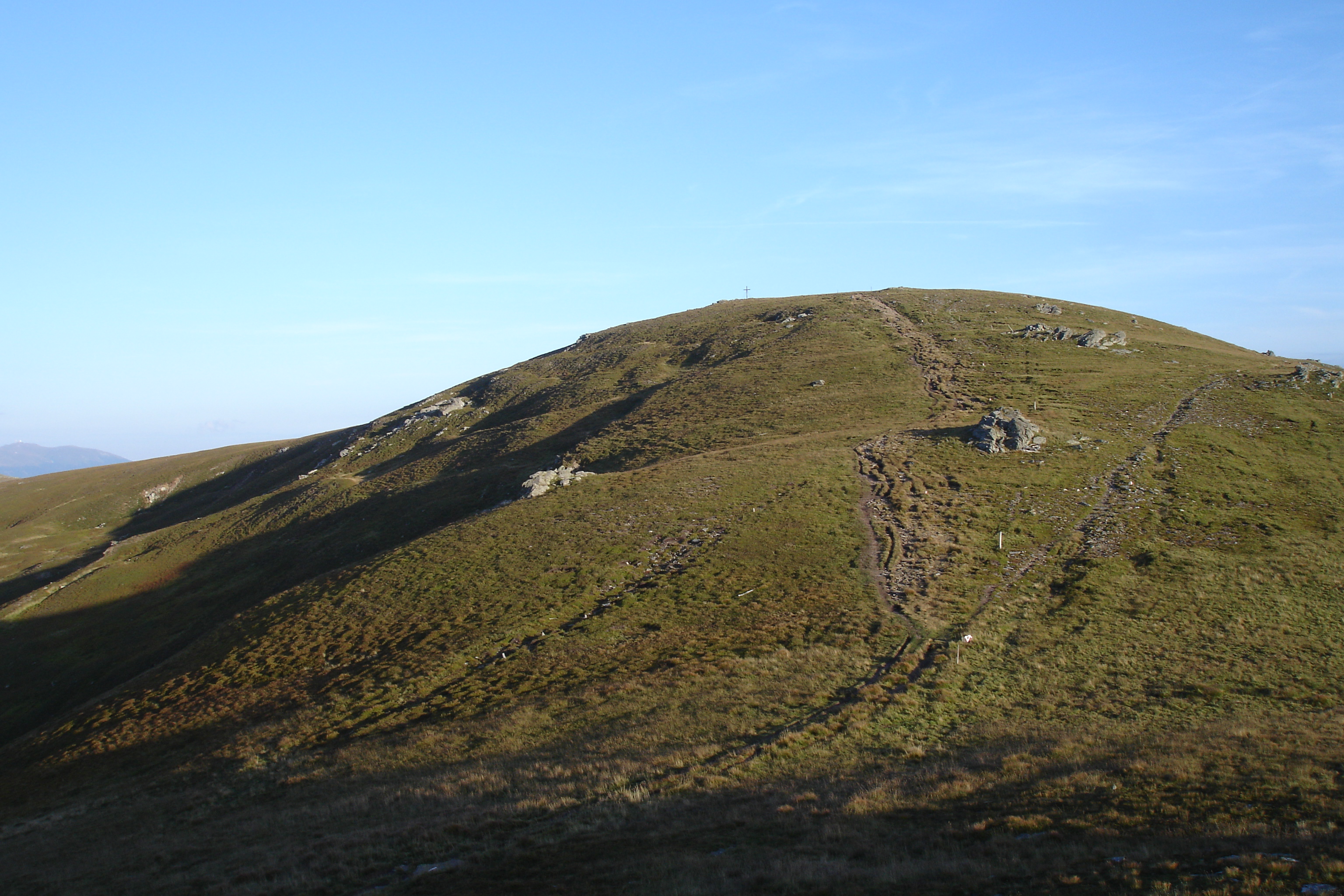
Ladinger Spitz
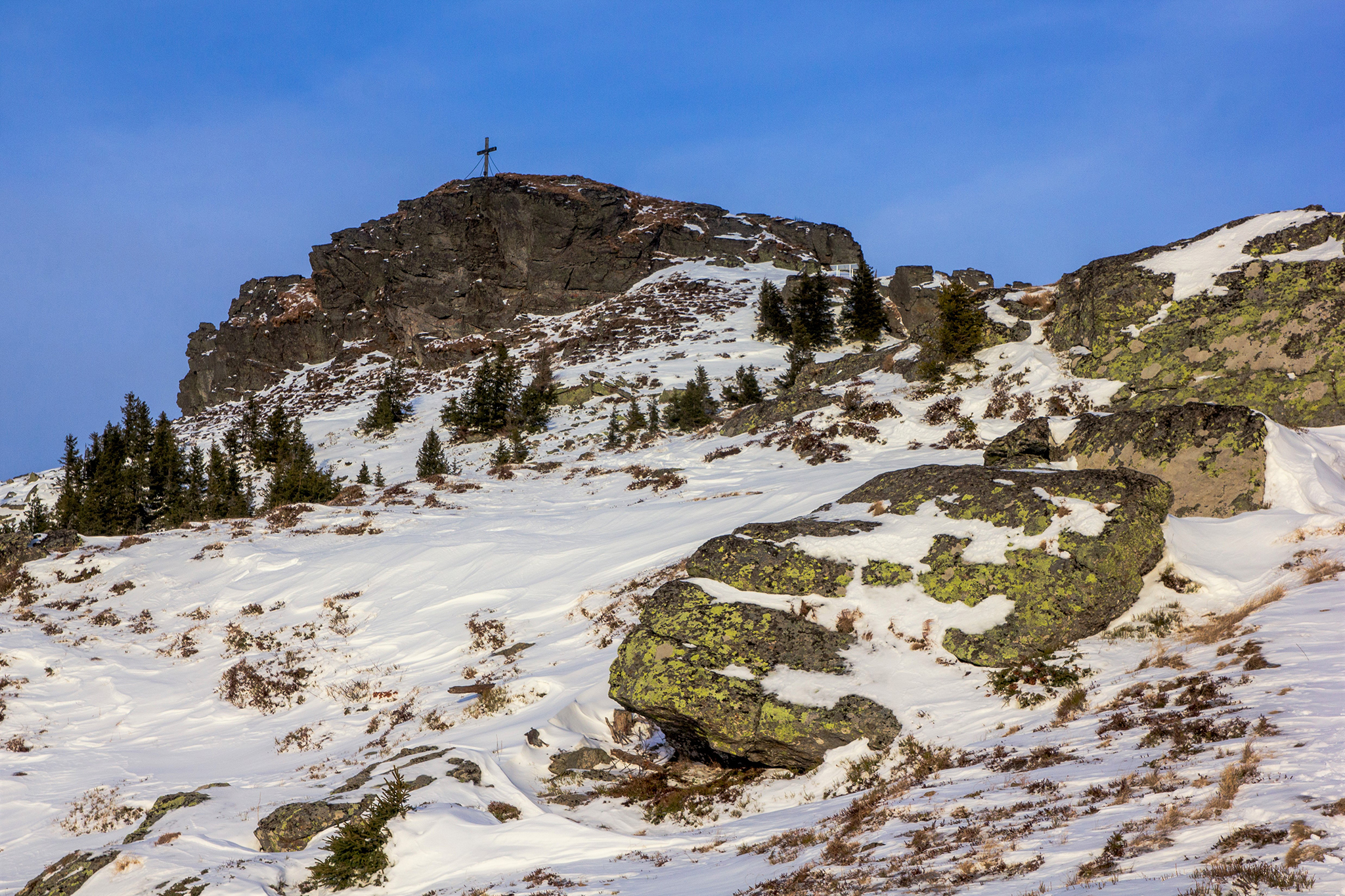
Großer Sauofen

Im Norden des Gebirgszuges quert eine Straße über das Klippitztörl, ein Ski- und Sommertourismusgebiet.
Die Saualpe ist geprägt von kupierten, runden Formen, aus denen einzelne Felshaufen, die so genannten Öfen, herausstechen. Man findet auf der Alpe auch zwei kleine Wasserflächen, die in der Umgebung als Meeraugen bekannt sind, sowie den Gertrusk-Tümpel.

## Kultur und Sehenswürdigkeiten
An den Hängen der Saualpe, bereits hoch über dem Tal, befinden sich Wehrkirchen, die zur Zeit der Türkenkriege Schutz für die Bevölkerung boten.
- Pfarrkirche Diex
- Pfarrkirche St. Georg in Lamm
- Pfarrkirche Pustritz
- Margarethakirche Tschrietes
- Martinskirche (Greutschach)

Siehe auch: Asylwerberheim Wölfnitz

## Wanderwege und Hütten
Im Gebirge findet sich ein gut beschildertes, weit verzweigtes Wanderwegenetz mit vielen lohnenden Gipfeln. Der Eisenwurzenweg (Österreichischer Weitwanderweg 08) durchquert die Saualpe.
- Klippitztörlhütte (1644 m), am Klippitztörl in der Nähe des Skigebietes
- Breitofner Hütte (1515 m), nördlich der Weißberger Hütte
- Weißberger Hütte (1607 m), etwas westlich unter dem Gertrusk gelegen
- Wolfsberger Hütte (1827 m), etwas südlich der Ladinger Spitze gelegen, OeAV Sektion Wolfsberg
- Steinerhütte (auch Rauscherhütte) (1555 m), etwas westlich unter dem Großen Sauofen gelegen
- Druckerhütte (1478 m), westlich unter der Steiner Hütte

## Geologie
Die Saualpe ist ein sehr altes polymetamorphes Terran, das bereits vor der Bildung der Alpen existierte und sich in erdgeschichtlich ferner Zeit weit südlich des Äquators befand. Die erste Metamorphose war das permische HT/LP-(Hochtemperatur/Niedrigdruck)-Ereignis, welches Spuren anhand von zonierten Granaten in den amphibolitfaziellen Metapeliten der südlichen Saualpe hinterlassen hat. Die wichtigsten Gesteinstypen sind der Gneis, die Glimmerschiefer-Gruppe und  die Phyllit-Gruppe, die den südlichen Rand der Saualpe und die Westflanke des Görtschitztales aufbaut. Mineralogisch und wegen seiner historischen Eisenindustrie interessant ist der am Nordwestrand der Saualpe gelegene Hüttenberger Erzberg mit Vorkommen an Siderit und kleineren Mengen an Pyrit und Baryt. Erwähnenswert sind auch die Typlokalitäten des Gesteins Eklogit bei Kupplerbrunn (Gemeinde  Eberstein) sowie des Minerals Zoisit.